# Marianów (Łowicz)
Pour les articles homonymes, voir Marianów.
Marianów (prononciation [maˈrjanuf]) est un village de la gmina de Bielawy, du powiat de Łowicz, dans la voïvodie de Łódź, situé dans le centre de la Pologne.
Il se situe à environ 3 kilomètres au sud-est de Bielawy (siège de la gmina), 20 kilomètres à l'ouest de Łowicz (siège du powiat) et 33 kilomètres au nord-est de Łódź (capitale de la voïvodie).

## Administration
De 1975 à 1998, le village était attaché administrativement à l'ancienne voïvodie de Skierniewice.

Depuis 1999, il fait partie de la nouvelle voïvodie de Łódź.